# حبيب علي الراوي

حبيب علي الراوي

الأستاذ حبيب علي عبد الراوي (1919- 1988)، حصل على شهادة البكلوريوس آداب لغة عربية عام 1944 من دار المعلمين العالية ودرس بدءاً من عام 1943 اللغة العربية في ثانويات الأعظمية والمركزية والكرخ والكاظمية على التوالي وللبنين والبنات. وفي بداية الخمسينات من القرن الماضي، دعم الراوي النداءات القائلة بأعطاء المرأة العراقية كامل حقوقها لكنه عارض مشاركتها في الساحة السياسية لأن المجتمع لم يكن يتقبل آنذاك هذه الفكرة، كما ورد في كتيب نشر سنة 1951. سافر في عام 1952 إلى لبنان وحصل بعدها على شهادة الماجستير في الأدب العربي من الجامعة الأمريكية في بيروت عام 1954 لأطروحته الموسومة الشعر السياسي في العراق الحديث. ثم قام بتدريس اللغة العربية في كلية الملكة عالية للبنات عام 1955، التي صار اسمها فيما بعد كلية التحرير ومن ثم كلية البنات، وأصبح حبيب الراوي رئيساً لقسم اللغة العربية ومن ثم عميداً للكلية لعدة سنوات. وسافر في عام 1962 إلى بريطانيا لدراسة الدكتوراة في الأدب العربي ومكث هناك سنتين، لكنه أصيب بالروماتزم واضطر إلى الرجوع. وبعد إلغاء كلية البنات، عمل أستاذاً مساعداً في كلية الآداب في جامعة بغداد في عام 1965 وكذلك في الجامعة المستنصرية في قسم اللغة العربية والإنكليزية واستمر في التدريس حتى عام 1976 لأنه أصيب بمرض الشلل الرعاش، لذا ترك التدريس وتوفي ببغداد في الأعظمية. كتب حبيب الراوي العشرات من المقالات والكتب والبحوث المتخصصة باللغة والأدب والتحقيق والترجمة، وقد عاصر الكثير من أعلام اللغة من الجيل الأول في العراق مثل الأستاذ الدكتور مصطفى جواد والأستاذ الدكتور جميل سعيد والأستاذ الدكتور أحمد مطلوب.

## مؤلفاته
- شكل الأرض: دراسة لتطور الفكرة عند العرب. بغداد: مطبعة المجمع العلمي العراقي، 1962.
- مأساة شاعر أو المعتمد بن عباد. بغداد: مطبعة العاني، 1965.
- تحفة الوزراء لأبي منصور الثعالبي. تحقيق بالمشاركة مع د. ابتسام مرهون الصفار. بغداد: مطبعة العاني، 1977. أعيد طبع الكتاب للمرة الثانية في القاهرة عام 2000 بدار الآفاق العربية وللمرة الثالثة في بيروت عام 2006 بالدار العربية للموسوعات.
- تفسير القرآن الكريم. الجامعة المستنصرية، كلية الآداب.

ونشر الأستاذ حبيب الراوي العشرات من المقالات والبحوث المتخصصة في مجالات متعددة منها:
- "الأنشاء العربي في مدارسنا الثانوية". المعلم الجديد، الجزء الرابع، السنة الثانية عشرة، 1949.
- "المطالعة في مدارسنا الثانوية". المعلم الجديد، الجزء الخامس عشر، العدد 3، 1952.
- "التجديد في الشعر العربي المعاصر قبل الدستور العثماني". المعلم الجديد، الجزء السادس، المجلد التاسع عشر، 1956.
- "التجديد في الشعر العربي المعاصر بعد الدستور العثماني". المعلم الجديد، الجزء الأول، المجلد العشرون، شباط 1957.
- "الشافعي أديباً". المعلم الجديد، الجزء الثاني، المجلد الخامس والعشرون، 1962.
- "بغداد في رحلة ابن بطوطة". الكتاب، العدد الأول، السنة الثانية، 1965.
- "علامات الترقيم". المعلم الجديد، الجزء الأول، المجلد التاسع والعشرون، 1966.
- "الواقعية في الأدب". الأديبة، العدد الأول، 1966.
- "أبو الفرج الأصبهاني: لمحات من أدبه". الأديبة، العدد الثاني، 1969.
- "المصادر اللغوية للجغرافية عند العرب". مجلة الجمعية الجغرافية العراقية، العدد الثامن، 1972.
- "المغرّرون: قصة أول بعثة عربية حاولت كشف أمريكا". الكتاب، العدد 10، السنة الثامنة، تشرين الأول 1974.
- "الشافعي أديباً". المعلم الجديد، الجزء الثاني، المجلد الخامس والعشرون، 1962.
- "ملامح من الشعر الصوفي". بغداد، 1970.
- "أبن القّرية". بغداد، 1967.

## وصلات خارجية
- حبيب الراوي 2